# شهرداری بوسیلوو
شهرداری بوسیلوو (به لاتین: Bosilovo Municipality) یک منطقهٔ مسکونی در مقدونیه شمالی است که در مقدونیه شمالی واقع شده‌است. شهرداری بوسیلوو ۱۴٬۲۶۰ نفر جمعیت دارد.